# Marguerite Whitten
Marguerite Nellie Wittenberg , connue sous le nom de scène Marguerite Whitten (née le 23 février 1913 à Greenville, dans le Mississippi et morte le 25 décembre 1990 à Los Angeles, en Californie) est une actrice américaine.

## Biographie
Marguerite Whitten est apparue dans quatorze films entre 1938 et 1943, souvent avec l'acteur Mantan Moreland.

## Filmographie
- 1943 : After Midnight with Boston Blackie
- 1942 : Sleepytime Gal
- 1942 : Professor Creeps
- 1942 : Lady Luck
- 1941 : Cadet Girl
- 1941 : Let's Go Collegiate
- 1941 : Mr. Washington Goes to Town
- 1941 : Le Roi des zombies
- 1940 : Mystery in Swing
- 1939 : Way Down South
- 1939 : Bad Boy
- 1938 : Frou-frou
- 1938 : Two-Gun Man from Harlem
- 1938 : Spirit of Youth